# 明朝浙閩民變
明朝浙閩民變（1447年—1450年）是指明朝正統年間的浙江、福建一帶的起事，其中以福建的鄧茂七與浙江的葉宗留為首，彼此相互呼應，在各地與明軍作戰。明英宗派遣都督劉聚、寧陽侯陳懋分兵進攻，并于正統十四年、景泰元年分別平息民變。

## 經過

### 陳善恭、葉宗留起事
明朝正統七年十二月（1442年），麗水陳善恭（一作王能）、慶元葉宗留率眾盜取福建寶峰場的矿银，明英宗命浙江、福建官員逮捕。
正統十二年（1447年）二月，葉宗留聚眾盜掘少陽坑，數月后，因計所獲甚微而棄去。同年九月，葉宗留率眾到雲山，在各地掘坑場均無所得，最後歸于慶元。之後率數百眾人掠奪政和縣及村落，此後召集上千餘人，并遣召龍泉良葛山人葉七為教師，訓練人員，隨後率眾由浦城劫建陽，所過焚掠，跟隨者更多。隨後掠奪建寧，并堵截交通。

### 鄧茂七起事
正統十三年（1448年）四月，福建沙縣鄧茂七謀反，自稱“铲平王”。鄧茂七初名鄧雲，因殺人逃亡至福建，在寧化縣聚眾殺人。鄧茂七隨後與陳正景率眾洗劫上杭，后歸還攻打汀州，為推官王得仁所敗。陳正景被擒，送往京師處斬，而唯獨鄧茂七勢力強大。
此後鄧茂七率領其眾進攻杉關、光澤縣，順流攻下邵武、順昌。當時福建參政宋彰貪污受賄并常賄賂王振，遂升爲福建左布政使，在任期間斂財甚重。隨後尤溪爐主蔣福成號眾人跟隨起事，十日內人數上萬，隨後與鄧茂七相通，將一同洗劫沙縣及延平。延平官員上報，御史丁宣率領使者抵達延平，并派遣同知鄧洪等帥兵二千，前往沙縣進剿。蔣福成遂與鄧茂七合兵，官軍死傷嚴重。丁宣於是派遣使者招諭，令解散得免死。鄧茂七殺死使者，并佔領貢川及玉臺館，隨後佔領沙縣。御史張海才抵延平，遣都指揮率兵四千往剿，行至二十里到雙溪口，被叛軍在左右村店伏擊，官軍大潰。鄧茂七遂進攻延平，張海則登城下諭。都指揮范真等在城外作戰，官軍大潰，范真與指揮彭璽均戰死。御史上報請求派軍討伐。英宗遂召都御史張楷至，令其帶領都督劉聚、陳榮等前往討伐。

### 明軍進剿
明英宗命都督劉聚為總兵，陳榮為副總兵，陳詔、劉德新為左右參將，僉都御史張楷監軍，合兵進攻。同年九月，張楷率軍抵達南京，隨後分遣劉得新率兵由江西道建昌會兵邵武。張楷則率兵由浙江進入福建。
同年十一月，張楷奉命討鄧茂七，大軍抵達廣信，其認為葉宗留在道中堵塞，不敢前進。福建遣使督促張楷進師，而浙江各部則請其移兵浙江擊退葉宗留。江西御史韓雍稱：“葉宗留近在咫尺，門庭之寇，皆國家事，怎麼可以按照疆域而設計？”張楷不知該聽從哪方主張。指揮戴禮遂請求願意前往剿匪，張楷於是命其率領五百。而都督陳榮則稱事急，大軍抵達卻只派一步將領前往，朝廷知道會下罪。張楷於是給陳榮兩千部隊，率領戴禮前往。戴禮率先在黃柏鋪遇到叛軍，隨後雙方死傷相等。葉宗留此身著緋衣率眾在前，中流矢而亡。但官軍卻不知道他就是葉宗留。叛軍退守山中，擁立葉希八為首，在玉山十二都設伏。戴禮與都督陳榮中伏陣亡。葉希八隨後焚浦城，還師龍泉，率領數萬叛軍屯守雲和、麗水，此後陶得二、陳鑒胡等叛將均率眾跟從。張楷聽聞上報后，方才率軍進攻，而此時劉得新已經率領江西軍在建陽擊退鄧茂七，道路得此暢通。張楷遂率軍進入福建，與劉得新會師，取道進入建寧。
十二月，葉宗留黨羽周明松等，四次進攻掠奪金華、武義、崇安、鉛山縣等。朝廷擔心其與福建叛軍會和，命守備處州的監察御史朱瑛與太監分守要地。朱瑛下榜諭脅從，示以禍福，降者甚多。之後用計生擒叛將周明松等人，送至慶元。當時諜報叛軍將領黑面大王領眾三萬進攻截取周明松。太監大懼欲走，朱瑛不為動，立誅周明松等，暴屍於集市。叛軍聽聞后，率眾離去。
此時，鄧茂七遣將陳敬德、吳都總等，由德化、永春、安溪入寇泉州府。知府熊尚初在五陵坡率軍抵抗，兵敗被逮捕，不屈而亡。鄧茂七率領兩千人進攻建寧府，知府張瑛率領建安典史鄭烈、鄉兵吳保等，與都指揮徐信會和，分道乘大霧襲擊斬獲五百餘人，并攻陷其寨。英宗遂升張瑛為福建右參政。

### 平定福建民變
正統十四年（1449年）正月，明英宗認為福建平定久不成功，改命寧陽侯陳懋為征南將軍，保定伯梁瑤、平江伯陳豫為左右副總兵，都督范雄、董興為左右參將，尚書金濂總督軍務，太監曹吉祥、王瑾監軍，御史張海、丁宣紀功，率京營及江西、浙江諸處大軍討伐。大軍未抵達時，鄧茂七已經率眾進攻延平，其餘叛軍進攻太平驛，副使邵宏譽率眾作戰，起事軍死亡上百人，而明軍死亡多一倍，但仍以捷報上疏。
當初明軍劉得新已經擊退義軍，張楷又派遣使者下諭，黃琴等叛黨歸降。此後建陽路通路，沙縣叛軍首領張繇孫抵達延平投降，又率領羅汝先等人歸順。而鄧茂七的將領劉宗、羅海、郎七等人掠財聚于陳山寨。黃琴等人設計擒拿，并械送京師。張楷於是率軍再次逼抵延平，遇到叛軍攻城，擊殺千餘人。鄧茂七等人只好移兵進寇建寧，參政張瑛抵抗陣亡。於是張楷等人歸還建寧，叛軍遂退守陳山。
二月，叛軍再次下山進攻延平，為張繇孫、羅汝先所誘。張楷將浙江軍埋伏于後坪，將南京軍埋伏于後洋，江西軍在沙溪之南埋伏，以福建軍出城挑戰。叛軍乘浮橋竟然進攻，此後中伏被圍攻。明軍乘勝追擊，擒拿數十人，鄧茂七中流箭而亡，明軍斬首放置于函中，馳信上報。而此時寧陽侯陳懋等亦率大兵趕到。張楷等人則抵達順昌等地安撫居民。叛軍遂擁立鄧茂七之侄鄧伯孫為首。此後叛軍或者各自散走，或者分占各山頭。平江伯陳豫於是分道逮捕。叛軍佔領九龍山，張楷遣兵二千抵達山後，并說此日叛軍必傾巢而出，并趁其出時佔領其寨。此日白天，叛軍認為官軍數量少，果然抵達溪上，兼無筏而還，而此時山後的官軍已經佔領其寨，叛軍聽後遂潰敗。
三月，指揮王鉞在高陽里逮捕廖氏等人；其余各位將領均先後有所斬獲，俱送抵邵武。明英宗下璽書，褒獎諸位將領。此後任降將黃琴為主簿，羅汝先為縣丞，賞其誘賊之功。此後命其餘部隊班師論功，令陳懋等留下剿伐福建剩餘叛軍；而張楷還師討處州叛亂。陳懋等人立賞格，能自擒殺來降的人，與斬敵同。當時，叛將張留孫驍勇善戰，鄧茂七起事時多有倚賴，鄧茂七死後，其仍然跟從鄧伯孫。明軍千戶龔遂榮假書一封約定勸降信，故意派使者錯誤發給鄧伯孫。鄧伯孫果然生疑心，斬殺張留孫。此後叛軍人人自疑，均棄鄧伯孫而歸降明軍。此後明軍進軍沙縣，破貢川、掛口、陳山諸砦，執鄧伯孫送京師，之後斬殺。左都督劉聚兵至南平、順昌、甌寧，擒餘黨六十三人，斬首不計其數。隨後福建平定，陳懋等人率軍班師。

### 平定處州民變
葉希八等人佔領雲和山數月后，認為固守山中不方便出掠，於是打算進攻處州府。守臣遣使告急於杭州府，御史命都指揮沈鱗、參議耿定、僉事王定帥兵四千，抵達處州防備。此後諸守臣再遣使告急，朝廷命都指揮徐恭為總兵，孫鏜、陶瑾為左右參將，工部尚書石璞督諸軍討之。恰逢沈鱗、耿定、王晟率千戶楊清等在麗水與叛軍交戰后大敗。徐恭亦帥兵二千馳至處州，亦守城不敢出。叛軍進攻處州，聲言取金華，當時張楷大軍還未抵達。
葉希八亦分兵入犯江西廣信境內，永豐縣知縣鄧顒被叛軍逮捕不屈而亡。陳鑒胡率叛軍攻破松陽、龍泉，屯軍于金山巖，分別劫青田、武義、義烏、東陽，自號“太平國王”，改泰定元年。麗水縣丞丁寧命王世昌等人抵達叛軍巢穴，下諭陳鑒胡，陳鑒胡歸降，朝廷晋升丁寧為處州府同知，王世昌等授巡檢。陳鑒胡被押送京師入錦衣獄。
當初，僉事陶成請招諭叛軍，并率僕隸四五人直抵叛軍，對其下諭以禍福，多有叛軍歸降。只有陶得二斬殺使者，并率叛軍入山。此後千戶沈俊再次請求招撫，并成功招降陶得二等人，并得知此前葉宗留已陣亡。
同年五月，張楷率大軍進入浙江、抵達衢州，僉事陶成往迎并陳述城中危急。其中因為被叛軍圍困，處州城中乏食。張楷分兵水陸並進，大軍抵達蘭溪，御史黃英、林廷舉來會，請加速進兵。大軍抵達金華時，張楷命軍中制竹笆數百面，用來抵禦叛軍用槍，并兼程前進。大軍抵達處州界內，知府陸鍾率眾迎接，大軍在銅山寺駐師。當時官軍在平地，叛軍數萬人在山上索戰。官軍遂分三陣，叛軍攻中軍，張楷令撤退，而令快馬射之，叛軍死者三百餘人。隨後左右兩軍合擊，叛軍又有兩百死亡。叛軍持槍者，多為竹笆所制，槍入竹縫而不能拔出，遂悉數被擒獲。叛軍潰敗，明軍乘勝追擊，斬首六百餘人，生擒上百人。
同年六月，英宗在以蓋有玉璽的上諭，命張楷相機剿撫的權宜。張楷等奏報叛軍前後復業者九千餘家，男婦二萬餘人。此疏既上，叛軍陶得二等回山，再次疑懼，仍然擁眾自守。
景泰元年（1450年）五月，叛軍再次掠奪麗水、青田縣等，進攻武義。武義沒有城郭，副使陶成力戰抵禦，最後兵敗而亡。不久，明景帝下璽書，諭張楷等將已降叛軍，令所司撫處，廣布恩信，告戒官吏勿相激擾；不聽撫者，再調兵剿滅。張楷復遣郡邑丞倅等官齎入山再招之，陶得二等方才聽招，盡焚其山寨出降。此後各餘黨因陶得二投降，悉數解散復業。張楷等班師，因為恰逢明英宗在土木堡之變中被俘，曾經處理平定民變的大臣多死，朝廷商議張楷無功。此後因寇平功贖罪，得放而歸。
景泰二年七月，鎮守浙江、福建的侍郎孫原貞因處州民變已平，奏請分離出麗水縣、青田縣二縣，設置雲和縣、宣平縣、景寧縣三縣。福建設置永安縣、壽寧縣二縣。明景帝均予以批准。

## 外部連結
- 明代邓茂七叶宗留起义（地图） （页面存档备份，存于）